# Nieve de Venus

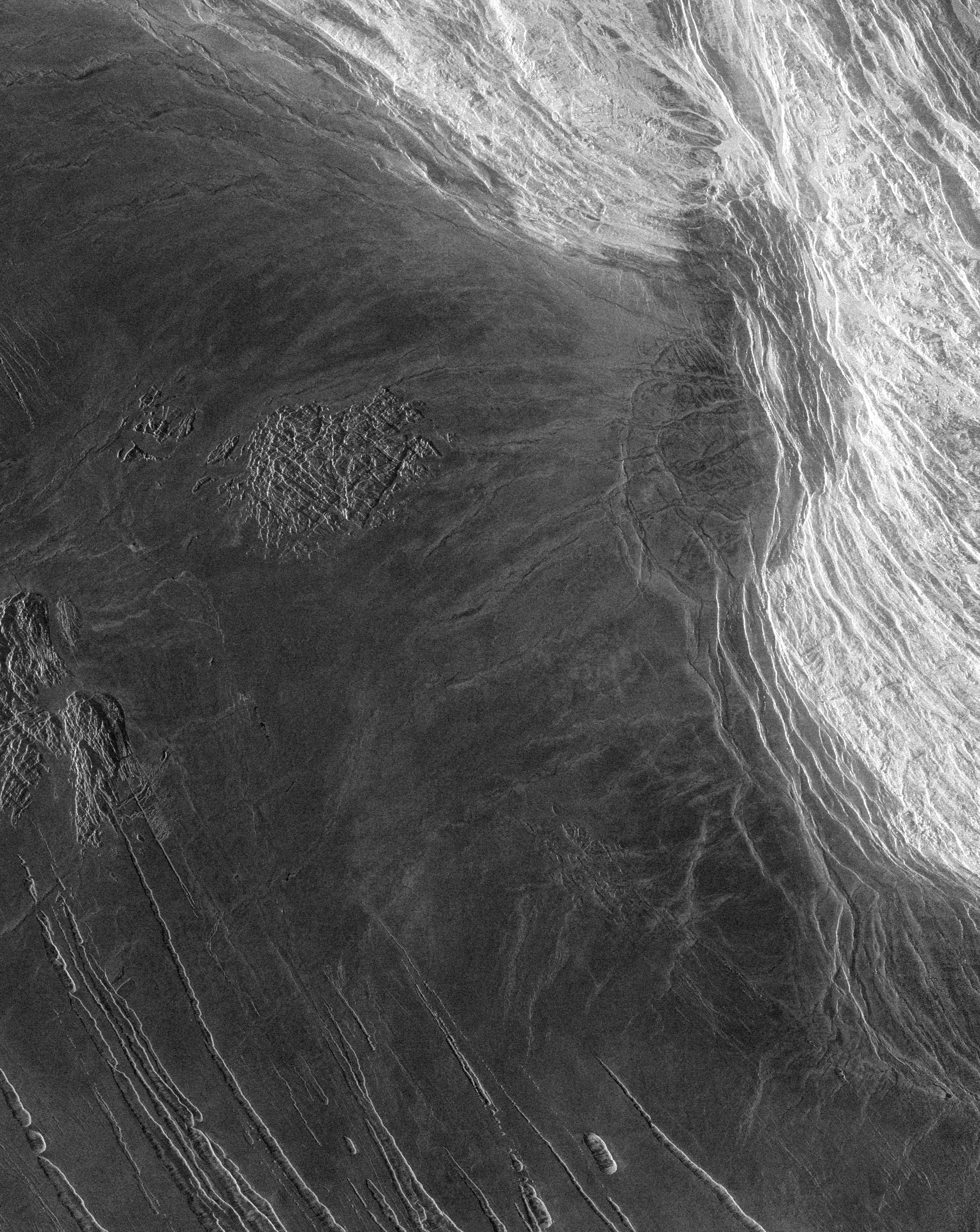
Imagen por satélite de los Maxwell Montes, ubicados en el planeta Venus.

La nieve de Venus es un aumento del brillo del reflejo del radar de la superficie de Venus en elevaciones altas. La "nieve" parece ser un condensado mineral de sulfuro de plomo y sulfuro de bismuto precipitado de la atmósfera a altitudes superiores a los 2600 m (8500 pies).
La naturaleza de la "nieve" se desconocía inicialmente. En las imágenes de radar, las superficies lisas, como las llanuras de lava, generalmente aparecen oscuras, mientras que las superficies ásperas, como los escombros de impacto, aparecen brillantes. La composición de la roca también altera el retorno del radar: el material conductor, o material con una constante dieléctrica alta , aparece más brillante. Por lo tanto, inicialmente fue difícil determinar si las áreas de gran altitud de Venus eran diferentes de las tierras bajas en composición química o textura. Las posibles explicaciones incluyeron suelo suelto, diferentes tasas de meteorización en elevaciones altas y bajas y deposición química en elevaciones altas.  No podría ser hielo de agua, que no puede existir en las condiciones extremadamente cálidas y secas de la superficie de Venus.
Los datos del mapeador de radar en el orbitador Pioneer Venus sugirieron una explicación en términos de composición química. Se planteó la hipótesis de que la roca subyacente contenía pirita de hierro u otras inclusiones metálicas que serían muy reflectantes. A las altas temperaturas que se encuentran en la superficie de Venus, estos minerales se evaporarían gradualmente. La meteorización más rápida a gran altura podría exponer continuamente material nuevo, lo que hace que las tierras altas parezcan más brillantes que las tierras bajas. Las observaciones de radar de alta resolución realizadas por la sonda Magallanes en 1995 comenzaron a favorecer la hipótesis de que los compuestos metálicos se sublimaban en altitudes más bajas y cálidas y se depositaban en áreas más altas y más frías. Los candidatos incluyeron telurio, pirita y otros sulfuros metálicos.